# Voluntia
Voluntia, celým názvem Voluntia, protože dobrovolnost je základním kamenem svobodné, respektující a produktivní společnosti, je česká libertariánská (liberálně pravicová) politická strana. Mezi hlavní cíle strany patří snižování státních výdajů, daní a byrokracie, společně s rozvojem osobních svobod, jako je liberální drogová politika nebo odluka manželství od státu.
Myšlenka na založení strany Voluntia se zrodila v roce 2024 v návaznosti na odchod několika členů ze Strany svobodných. Tito členové vyjádřili obavy z posunu strany směrem k výrazně konzervativnějším a více nacionálním postojům, které dle jejich názoru oslabovaly původní důraz na liberálně pravicovou politickou filozofii. Založením nové politické platformy chtěli vytvořit prostor pro důslednější prosazování principů dobrovolnosti, osobní svobody, volného trhu a minimalizace státní moci, bez tradicionalismu a ideologických kompromisů.

## Organizační struktura strany
Organizačním cílem strany je dosažení flat-struktury, tedy systému, v němž jsou si všichni členové strany rovni a neexistují zde žádné nucené autority. Namísto předsedy má strana statutárního zástupce. Tuto funkci, sloužící výhradně ke komunikaci se státem, v současnosti vykonává Dominik Hais. Členové mají také možnost svolat shromáždění, jehož cílem je řešit témata co nejkonsensuálnějším způsobem.

## Program v roce 2025

### Ekonomika
Aktuálním programem Voluntie je liberalizace ekonomiky od regulací, snižování daní, omezení státních výdajů, rušení — případně úplné zrušení — ministerstva kultury a ministerstva pro místní rozvoj, deregulace stavebního řízení, rušení dotací, potírání byrokracie, snižování počtu úředníků a uznání kryptoměn jako běžných měn, které nebudou podléhat dani z příjmu.

### Podnikání
Voluntia prosazuje debyrokratizaci podnikání, zrušení povinnosti mít živnostenský list pro volnou živnost, zjednodušení podmínek pro zahájení podnikání, zjednodušení daňové soustavy, zavedení jednotného inkasního místa a daňové prázdniny pro startupy.

### Osobní svobody
Strana zaujímá pozitivní a liberální přístup k osobním svobodám. Mezi její priority patří například legalizace THC, odluka manželství od státu, odstátnění České televize a Českého rozhlasu, odmítání jakékoli cenzury a vytvoření právní opory pro liberálnější formy vzdělávání a rozvoj soukromého školství.

### Mezinárodní vztahy
Strana jednoznačně odsuzuje ruskou agresi na Ukrajině. NATO vnímá jako klíčovou bezpečnostní organizaci. EU si přeje deregulovat a reformovat na prostor volného pohybu osob, zboží, služeb a kapitálu.

## Historie
Dne 30. dubna 2025 bylo svoláno první oficiální konkláve, na kterém byl statutárním zástupcem strany zvolen Dominik Hais. Volebním lídrem pro volby do Poslanecké sněmovny 2025 byl zvolen Tomáš Roud. Do kulatého stolu byli dále zvoleni tito členové: Tomáš Roud, Jiří Čepelka, Dominik Hais, Jiří Fábera, Matěj Kotulán, Jindřich Stibor a David Forbelský.[zdroj?]